# 瀧站 (石川縣)
瀧站（日语：／ Taki eki */?）是位於石川縣羽咋市瀧町，北陸鐵道能登線的鐵路車站（廢站）。

## 歷史
- 1926年（大正15年）8月1日：能登鐵道開設此站[1]。
- 1943年（昭和18年）10月13日：在合併後成為北陸鐵道能登線的車站。
- 1972年（昭和47年）6月25日：能登線全線廢除，此站也被廢除[1]。

## 車站周邊
車站位於瀧漁港前。

## 現狀
路軌遺址變成單車徑，車站遺址變成民居。

## 相鄰車站
北陸鐵道
能登線
能登一之宮－瀧－柴垣

## 注腳
1. 1 2  今尾惠介. . 日本: 新潮社. 2008年10月18日: 32. ISBN 9784107900241.

## 相關項目
- 日本鐵路車站列表 Ta